# Estendard

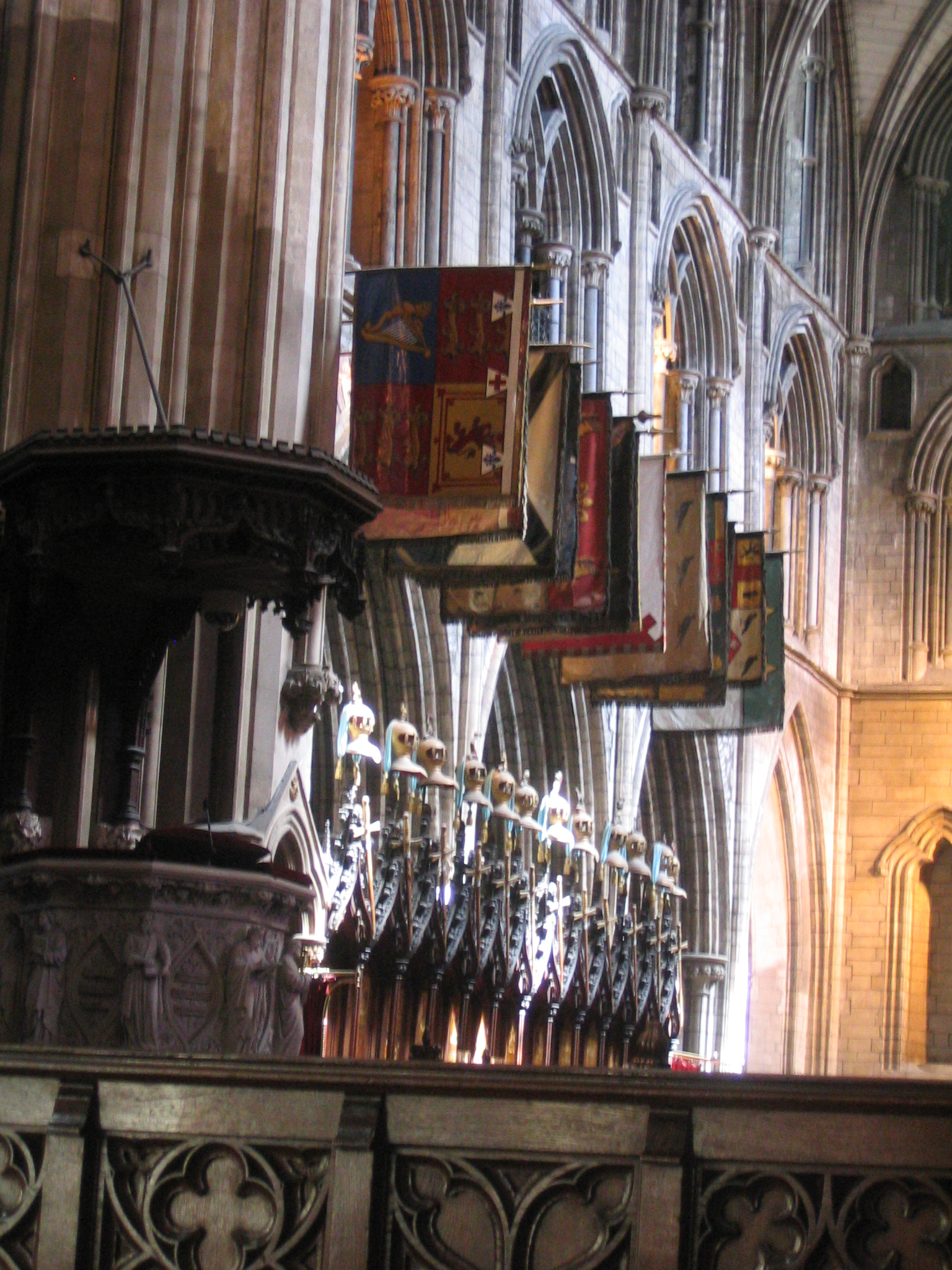
Estendards a la nau central de la catedral de Sant Patrick, de Dublín

Un estendard és una bandera o senyera. Per antonomàsia, en alguns indrets i períodes històrics, s'ha anomenat així la bandera del Casal de Barcelona i, després, del país. Aquest és l'ús que es troba, per exemple, a Mallorca, en el nom de la Festa de l'Estendard. Es tracta d'un cas paral·lel al del mot tallamar, bandera quadrada de la proa d'un vaixell, referit només al que porta les armes del Casal de Barcelona.